# Карта предоплаты
Карта предоплаты или Карта с хранимой стоимостью (от англ. stored-value card) — носитель, на котором хранится специальным образом зашифрованная стоимость, — деньги, минуты, литры, количество поездок, и т. д. Таким носителем может быть скретч-карта, карта с магнитной полосой, смарт-карта, флеш-карта, брелок, блок мобильного телефона, имплантированный под кожу человека чип и т. д.
Карта с хранимой стоимостью принципиально отличается от банковских дебетовых карт, где стоимость хранится на отдельном для каждой карты депозите у эмитента, в то время как для карт с хранимой стоимостью денежные или другие средства учитываются на специальном консолидированном счёте. Карты с хранимой стоимостью преимущественно являются анонимными, в то время как банковские дебетовые карты эмитируются на имя конкретного держателя.
Термин предоплаченная карта собственно относится к подавляющему большинству присутствующих на рынке продуктов такого рода. Карта с хранимой стоимостью содержит закодированную сумму предоплаченной стоимости на самой себе, в то время как банковские дебетовые карты являются только ключом-идентификатором, позволяющим получить доступ к управлению счётом, который находится у эмитента.

## История
В начале 2000-х международные платёжные системы VISA и American Express запустили первый проект по предоплаченным картам, который позволял родителям выделять на расходы своим детям денежные средства путём зачисления их на предоплаченную банковскую карту. Такие карты оказались более удобными для использования, чем выдача детям наличных денежных средств, позволили родителям контролировать расходы своих детей. Рынок предоплаченных карт стремительно вырос в США. В 2009 году было произведено 1,3 миллиарда транзакций по предоплаченным банковским картам, в то время как в 2006 году в США было проведено только 300 миллионов транзакций по предоплаченным банковским картам.
В настоящее время рынок предоплаченных карт является одним из наиболее быстро развивающихся в сфере безналичных платежей во всём мире, наравне с электронными и мобильными платежами. Предполагается, что количество транзакций по предоплаченным банковским картам в 2014 году возрастет до 16,9 миллиарда. При этом большинство транзакций в настоящее время осуществляется в США, где предоплаченные карты получили наибольшее распространение по сравнению с рынками других стран.

## Области применения
Существует множество отраслей применения таких карт: зарплатные карты, транспортные карты, телефонные карты, топливные карты, обычные платёжные карты, подарочные карты, социальные карты (для выплаты субсидий, пособий и пенсий), карты лояльности, дорожные чеки, карты для выплат по страховкам и т. д. Некоторые карты могут сочетать несколько приложений. Некоторые карты, — зарплатные, платёжные, социальные, транспортные, — являются многоразовыми и пополняемыми, в то время как дорожные чеки, карты для получения страховых выплат и подарочные карты пополняться и повторно использоваться не могут.
В 1980-х годах карты предоплаты (тогда и возникло само понятие и его название) использовались для оплаты междугородных телефонных звонков. С середины 1990-х годов крупные розничные сети оценили удобство и возможности карт предоплаты и стали заменять ими традиционные бумажные подарочные сертификаты и скидочные купоны. В последнее десятилетие рынок карт предоплаты показал резкий рост. Сегодня карты предоплаты используются для многих целей, включая выплату зарплаты, оплату товаров и услуг, дорожные чеки, выплату и контроль целевых социальных пособий и льгот, различные выплаты и учёт скидок розничными сетями и т. д. Эмитентами таких карт являются лицензированные финансовые учреждения, отдельные розничные сети, государственные учреждения и небанковские финансовые учреждения.
Карты предоплаты делятся на две категории: одноэмитентные и многоэмитентные. Одноэмитентные карты предоплаты используются эмитентом только для собственных целей. Многоэмитентные карты предоплаты могут быть небрендированными или брендированными банком или платёжной системой (например, VISA или MasterCard). Такими картами можно расплачиваться всюду, где поддерживается бренд.

## Одноэмитентные системы

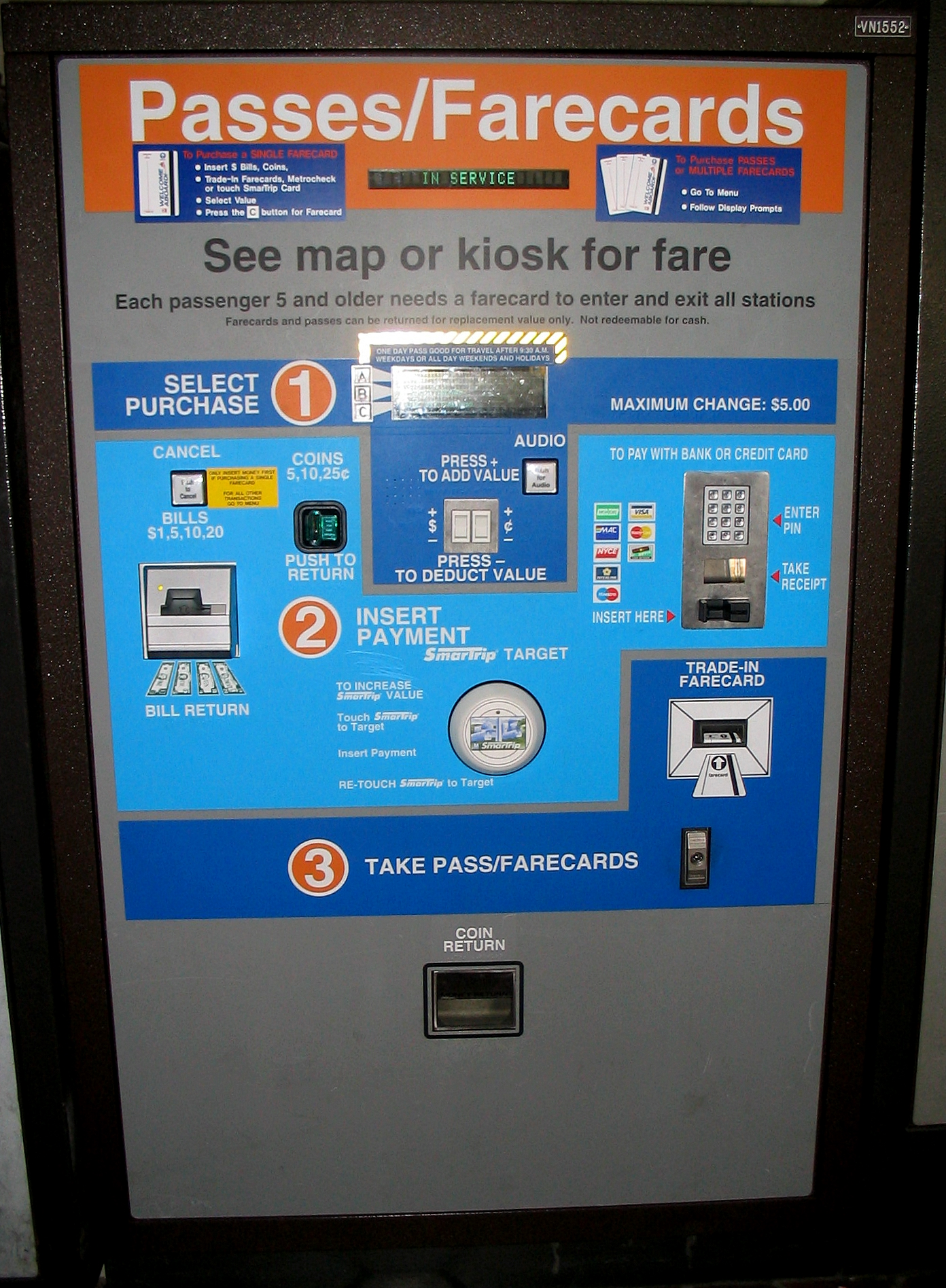
Платёжный киоск самообслуживания, который продаёт транспортные карты в метрополитене Вашингтона. Пример одноэмитентной системы

Термин одноэмитентная система (или закрытая система) означает, что карты такой системы принимаются к оплате только одним юридическим лицом (мерчантом). Покупатель приобретает карту и стоимость на ней, но использовать может только для покупки товаров или услуг компании — эмитента такой карты. Как правило, для эмиссии и использования таких карт не требуется лицензий или разрешений государственных регуляторов. Потоков денежной природы при такой схеме не возникает, — ведь реальная покупка произошла в момент приобретения или пополнения карты покупателем (клиентом одного юридического лица). Одноэмитентные системы карт с хранимой стоимостью, приходят на смену традиционным подарочным сертификатам.
В настоящее время для владельцев одноэмитентных систем не существует установленных законами обязательств по возмещению стоимости утерянных или украденных карт. Такое возмещение возможно в случае наличия соответствующих пунктов в договоре (публичной оферте) между эмитентом и держателем карты. Также большинство закрытых систем не предусматривает обратного обмена на фиатные деньги стоимости, которая хранится на карте.

### Полузакрытые системы
Полузакрытые системы карт с хранимой стоимостью похожи на одноэмитентные системы, с возможностью принятия таких карт к оплате только на определённой территории или чётко ограниченным кругом юридических лиц (например, членов локальной платёжной системы). Как правило, в таком случае эмиссия карт и обращение денег в такой системе требует наличия в схеме провайдера платёжных сервисов или платёжной системы; как правило, государственные регуляторы устанавливают различные требования к таким системам. Иногда требуют наличия лицензии на перевод денег, банковской лицензии, регистрации платёжной системы, утверждения правил и сертификации такой системы и т. д. Как правило, такие системы используются на территории спортивного клуба или стадиона, студенческого городка, большого торгового центра. Принимаются к оплате такие карты несколькими юридическими лицами, однако их перечень строго ограничен. Требования регуляторов к таким системам в разных странах сильно отличаются. Примером подобной системы является гонконгская система Октопус-карта.

### Многоэмитентные системы
Многоэмитентные или открытые системы предоплаченных карт не являются кредитными картами, хотя иногда их и называют «предоплаченными кредитными картами». Никакого кредита эмитент такой предоплаченной карты не предоставляет; держатель такой карты может потратить только те деньги, которые он предоплатил. Такого типа предоплаченные карты правильнее и чаще всего называют «дебетные карты предоплаты» или «предоплаченные дебетовые карты». Стоимость физически не хранится на такой карте, карта является уникальным идентификатором доступа к ячейке памяти в неком хранилище данных, которая хранит баланс по этой карте.

## В России
В Российской Федерации предоплаченные банковские карты предлагаются в основном банками путём продажи предоплаченных карт в своих отделениях. Однако независимые компании также предлагают услуги по продаже предоплаченных банковских карт.
Максимальный лимит предоплаченной карты в соответствии с российским законодательством составляет 600 тысяч рублей. Предоплаченная карта с лимитом до 15 тысяч рублей не требует идентификации клиента, и соответственно, при её оформлении не требуется предъявлять какие-либо документы, удостоверяющие личность. Однако виды разрешённых транзакций по неперсонифицированным предоплаченным картам ограничиваются покупками товаров и услуг в обычных и онлайн-магазинах на территории Российской Федерации. По предоплаченной карте с лимитом от 15 000 рублей до 600 000 рублей можно совершать любые транзакции, как по обычной банковской карте.
Операции с предоплаченными банковскими картами на территории РФ регулируются Федеральным законом «О национальной платежной системе» и Положением Банка России «Об эмиссии платежных карт и об операциях, совершаемых с их использованием».
Основными преимуществами предоплаченных банковских карт является скорость их оформления, отсутствие необходимости открытия банковского счёта, а при лимите предоплаченной карты до 15 000 рублей — отсутствие необходимости предъявлять удостоверяющие личность документы при их оформлении. Предоплаченными банковскими картами могут пользоваться даже дети, при условии согласия их родителей. Другим преимуществом банковских предоплаченных карт является их безопасность при совершении транзакций в интернете — карта не привязана к банковскому счёту, по ней не может возникнуть задолженность.
Средства на предоплаченных банковских картах (предназначенные для расчётов без открытия банковского счёта) не считаются депозитом и не подпадают под действие закона от 23 декабря 2003 года № 177-ФЗ «О страховании вкладов физических лиц в банках Российской Федерации». Из-за этого при трудностях у банка, выпустившего данную карту, у владельца карты нет гарантий возврата денежных средств с данной карты.